# Cromotripsi
La cromotripsi (dal greco: chromos, cromosoma, e thripsis, fare a pezzi) è un fenomeno genetico, causato da catastrofe cromosomica, nel quale si vengono a creare in un colpo solo da poche unità a varie centinaia di mutazioni. Questo fenomeno è responsabile del rapido sviluppo di varie forme di cancro, in particolare del cancro delle ossa (fino al 25% dei casi).
La cromotripsi consiste in una frammentazione di uno o più cromosomi o regioni di un cromosoma in molti segmenti che vengono poi riuniti in maniera non accurata dai meccanismi di riparazione del DNA. Perché questo avvenga devono esserci delle rotture nel doppio filamento di DNA, la cui causa esterna più frequente è costituita dalle radiazioni ionizzanti. Alcune mutazioni coinvolte nella patogenesi dei tumori (in particolare quella del gene oncosoppressore p53) possono predisporre la cellula alla cromotripsi.